# Cophocerotis jaspeata
Cophocerotis jaspeata är en fjärilsart som beskrevs av Paul Dognin 1893. Cophocerotis jaspeata ingår i släktet Cophocerotis och familjen mätare. Inga underarter finns listade i Catalogue of Life.